# Gastrotheca dendronastes
Gastrotheca dendronastes là một loài ếch thuộc họ Hemiphractidae. Loài này có ở Colombia và Ecuador.
Môi trường sống tự nhiên của chúng là vùng núi ẩm nhiệt đới hoặc cận nhiệt đới và sông ngòi. Chúng hiện đang bị đe dọa vì mất môi trường sống.